# Boleyn Anna titkos naplója
A 'Boleyn Anna titkos naplója' Robin Maxwell amerikai írónő első történelmi regénye, mely 1997-ben jelent meg az Egyesült Államokban. Mára már huszonnegyedik alkalommal nyomtatják újra angol nyelven. Emellett 16 nyelvre fordították le. Magyar nyelven a Tericum Kiadó gondozásában 2001-ben látott napvilágot, Boleyn Anna portréjával az első és lánya I. Erzsébet ifjúkori képével a hátsó borítón.

## Keletkezése
Robin Maxwell – mint ahogy azt a kötetben található köszönetnyilvánításban kifejti – 25 év kutatómunkájának gyümölcsét adta az olvasó kezébe. Norah Lofts írónő Aragóniai Katalinról és Boleyn Annáról szóló életrajzi novellái keltették fel először érdeklődését a korszak és jeles szereplői iránt. A könyv megírásának ötlete barátjától, Billie Mortontól származik, aki a mű keletkezését is végigkísérte, tanácsaival, bírálataival, noszogatásaival segítve a szerzőt. Deena Metzger volt az, aki mint mentora, segítette a forgatókönyvírásról való áttérést egy teljesen más műfajra, a regényre.

## Karakterek
- I. Erzsébet angol királynő – főszereplő
- Boleyn Anna angol királyné – Erzsébet anyja
- Robin Dudley – Erzsébet főlovászmestere, szerelme, szeretője
- Kat Ashley – Erzsébet komornája, nevelőnője
- VIII. Henrik angol király – Erzsébet apja
- Boleyn Mária, – Boleyn Anna nővére, VIII. Henrik szeretője
- William Cecil – I. Erzsébet tanácsosa

## Cselekmény
|  | Alább a cselekmény részletei következnek! |

A cselekmény alapvetően két szálon, két idősíkban fut. Az egyik I. Erzsébet ideje, közvetlenül trónra kerülése után. A másik pedig édesanyjának Boleyn Annának az ideje, azt követően, hogy visszatér VIII. Henrik udvarába franciaországi tartózkodása után.
Erzsébet alig három hónapja ül a trónon, mikor már szörnyű pletykák és rémhírek forognak közszájon a "fattyú" róla és főlovászmesteréről, Robert Dudley-ról. Tanácsosai arra akarják rábírni, hogy válasszon férjet a sok koronás kérő közül, adja át az uralkodás terheit férjének és szüljön trónörököst, mint az rendes asszonynéphez illik. Erzsébet dacos, vad, szeszélyes és kiismerhetetlen. Nem akar külföldi befolyást érvényre juttatni szeretett hazájában, és nem akar egyetlen alattvalót sem maga fölé emelve úrrá tenni. Apja sok kudarccal végződött házassága elrettenti mindattól, amit rá akarnak erőszakolni.
Ekkor lép elő egy vénséges vén asszony, (Matilda Sommerville) és egy kopott könyvet ad a 26 éves összezavarodott uralkodónak. Erzsébetet megrendíti a napló létezésének ténye, de hatalmas kíváncsisággal olvasni kezdi. Szép lassan megismeri édesanyja történetét, és oly sok titkát. Nem szerette anyját, mert túl sötét és túl szégyenletes volt élete és halála. Először apja szeretője volt, majd apja volt az, aki miatt felségárulás vádjával kivégezték. Ez nyomott hagyott életén, akár akarta, akár nem.
Ahogy halad előre az olvasással lassan megérti édesanyja életének fontosabb eseményeit. A reformáció jelentőségét az életében. Viszonyát az édesapjához egészen másképp látja a napló elolvasása után. Végig kísérheti a folyamatot, ami az Aragóniai Katalinnal kötött házasságának sikertelen felbontásától a Rómával való szakításig vezetett. A nyugalmas időt, míg együtt voltak, a sikertelen terhességetek, a megromlott házasság rémségét, és a csúf bukást.
Eközben zajlanak az események Erzsébet életében is. Napról napra fontosabb ügyekben kell döntenie. Nagy felelősség hárul rá, melynek elviselésére és megértésére a naplóban keres módszert.
Erzsébet kijelentette: Az ő hitvese egyedül Anglia. Úgy kell éljen, hogy anyja büszke lehessen rá.
|  | Itt a vége a cselekmény részletezésének! |

## Magyarul
- Boleyn Anna titkos naplója; ford. Béresi Csilla; Tericum, Bp., 2001

## Elismerések, díjak
- YALSA list, 1997 & 1998[4]
- New York City Public Library's "Books for the Teenage" List, 1997[5]